# Lilla Böckeln (Nyeds socken, Värmland, 661701-138758)
Lilla Böckeln är en sjö i Karlstads kommun i Värmland och ingår i Göta älvs huvudavrinningsområde. Sjön är 25 meter djup, har en yta på 0,835 kvadratkilometer och är belägen 162,3 meter över havet. Sjön avvattnas av vattendraget Alstersälven (Alsterälven).

## Delavrinningsområde
Lilla Böckeln ingår i det delavrinningsområde (662034-138868) som SMHI kallar för Inloppet i Stora Böckeln. Medelhöjden är 228 meter över havet och ytan är 20,25 kvadratkilometer. Det finns inga avrinningsområden uppströms utan avrinningsområdet är högsta punkten. Alstersälven (Alsterälven) som avvattnar avrinningsområdet har biflödesordning 2, vilket innebär att vattnet flödar genom totalt 2 vattendrag innan det når havet efter 279 kilometer. Avrinningsområdet består mestadels av skog (78 procent) och sankmarker (11 procent). Avrinningsområdet har 0,94 kvadratkilometer vattenytor vilket ger det en sjöprocent på 4,6 procent.